# Cimetière militaire britannique de Villers-en-Cauchies
Le Cimetière militaire britannique de Villers-en-Cauchies (Villers-en-Cauchies Communal Cemetery) est un cimetière militaire de la Première Guerre mondiale situé sur le territoire de la commune de Villers-en-Cauchies, Nord.

## Localisation
Ce cimetière est implanté au nord du village, rue d'Haspres, à l'entrée du cimetière communal.

## Historique
Occupé dès la fin août 1914 par les troupes allemandes, le village de Villers-en-Cauchies est resté loin des combats jusqu'en octobre 1918, date à laquelle il a été repris après de violents combats à l'aide de chars par les troupes britanniques. Ce cimetière a été créé à cette date.

## Caractéristique
Ce cimetière comprend maintenant 23 sépultures de soldats britanniques.

## Galerie

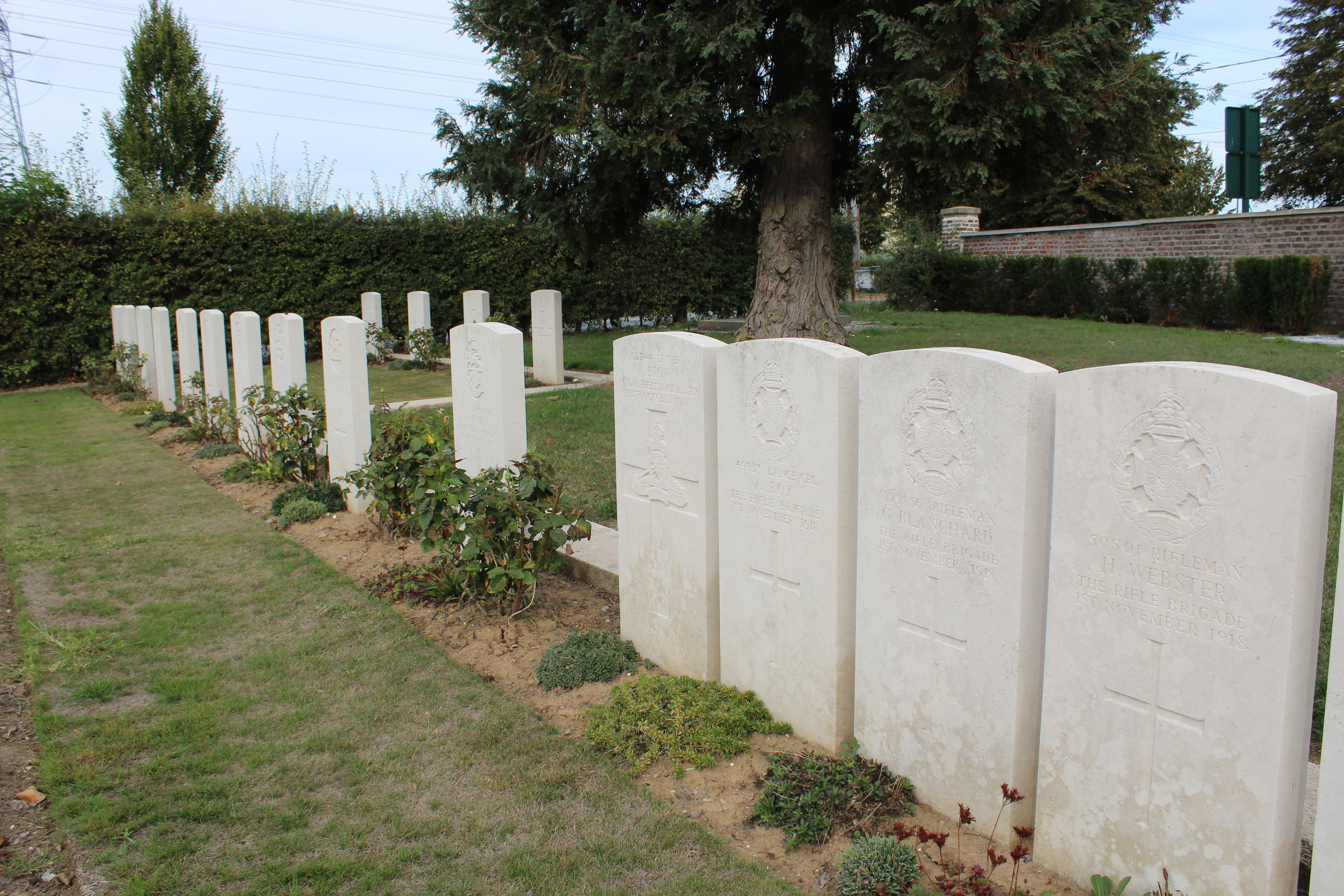
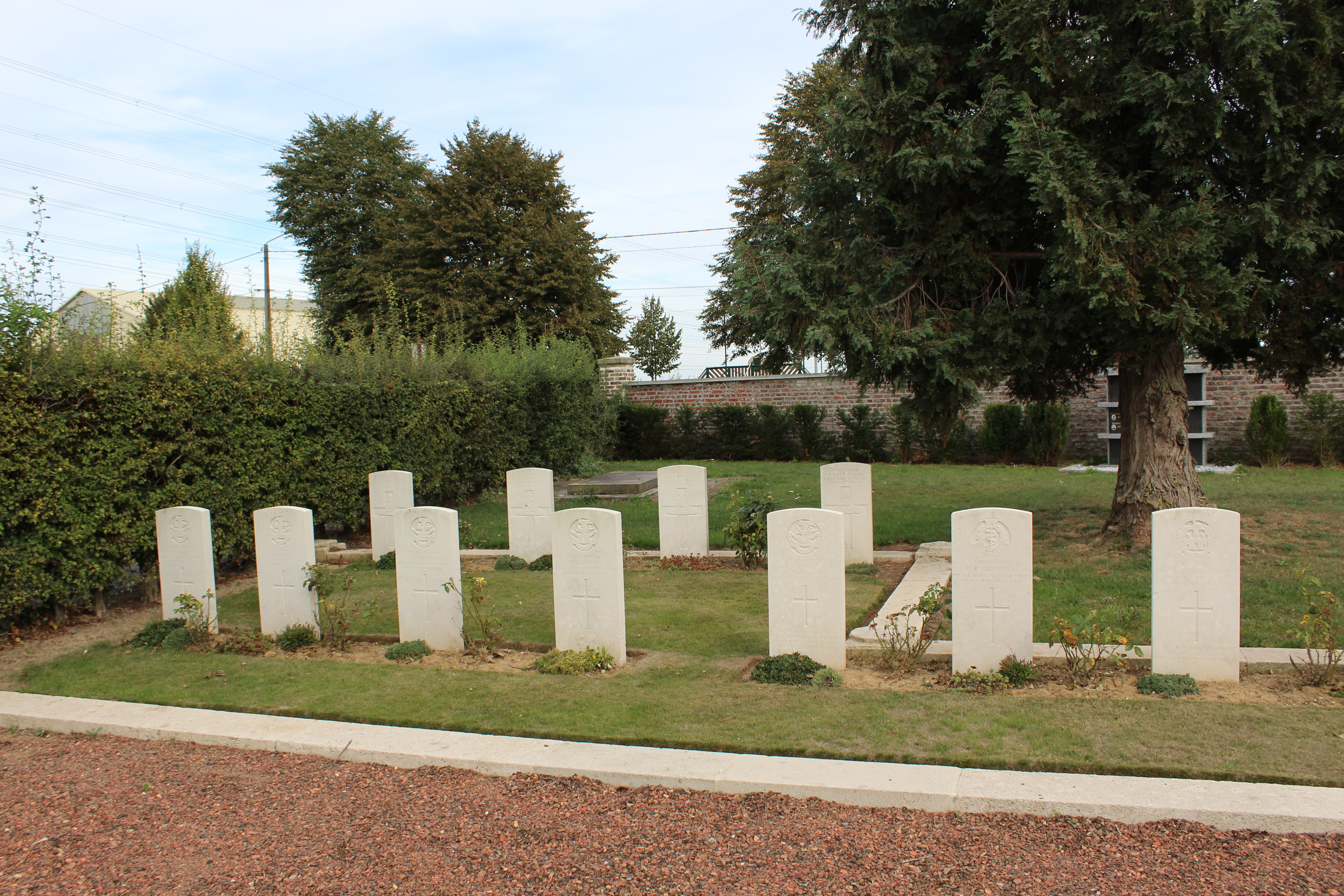
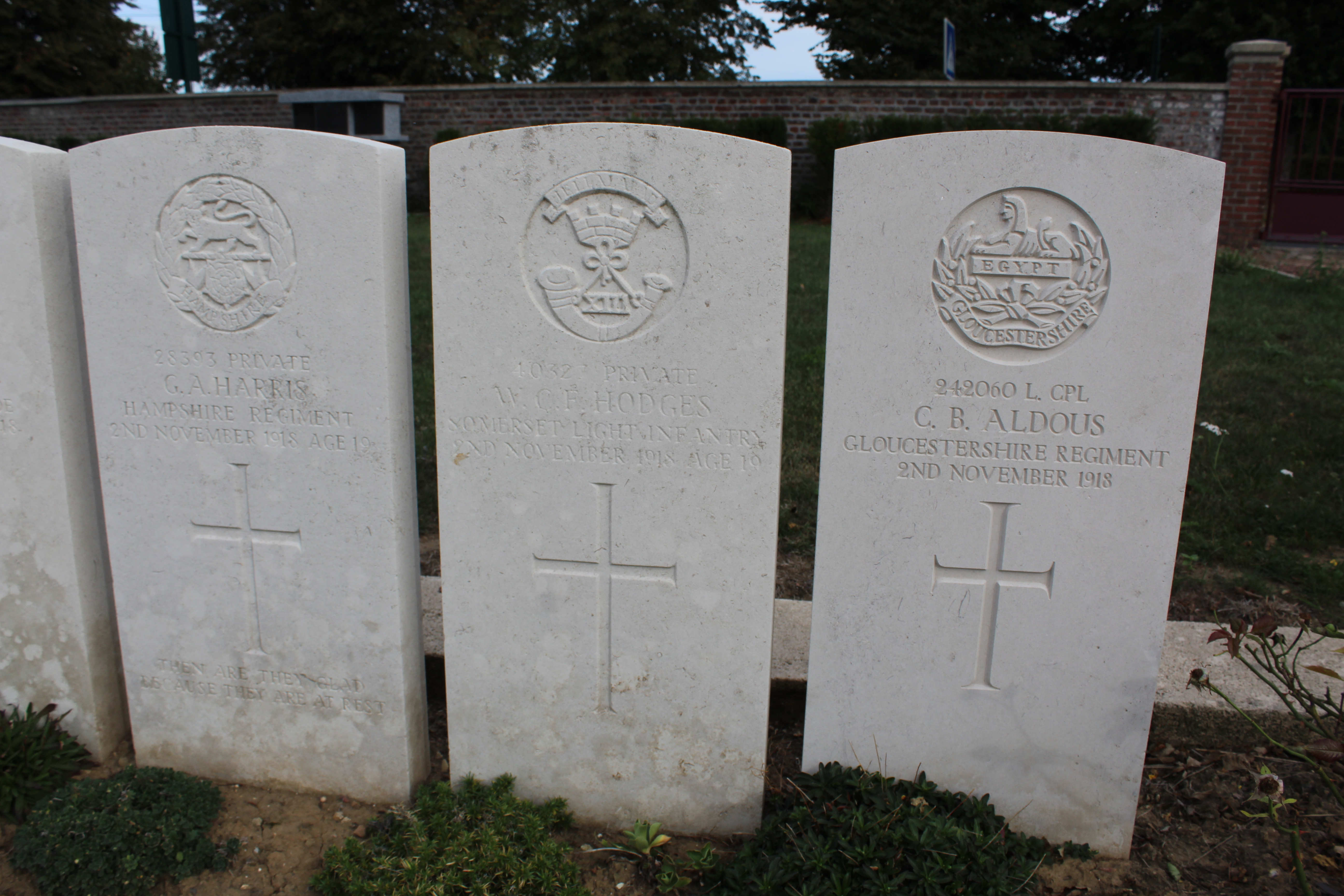

## Sépultures
| Pays        | Sépultures |
| ----------- | ---------- |
| Royaume-Uni | 23         |